# Dypsis bejofo
Espèce
Statut de conservation UICN

 VU B1ab(iii); D1 : Vulnérable
Dypsis bejofo est une espèce de palmiers (Arecaceae), endémique de Madagascar. En 2012 elle est considérée par l'IUCN comme une espèce vulnérable. Alors qu'en 1995 elle était considérée comme une espèce en danger d’extinction.

## Répartition et habitat
Cette espèce est endémique au nord de Madagascar où on la trouve entre 20 et 900 m d'altitude. Elle pousse dans la forêt tropicale humide.